# Чернігівський літературно-меморіальний музей-заповідник Михайла Коцюбинського
Черні́гівський літерату́рно-меморіа́льний музе́й-запові́дник М. М. Коцюби́нського — літературно-меморіальний музей-заповідник, присвячений життю і творчості видатного українського письменника початку ХХ століття Михайла Михайловича Коцюбинського, що міститься у колишньому приватному будинку літератора в місті Чернігові; культурний осередок міста.
Адреса музею: вул. Коцюбинського, буд. 3, м. Чернігів—14000 (Україна).
Музей працює щодня з 09:00 до 17:00 (субота, неділя — з 10:00 до 17:00).

## Історія та сьогодення

Приміщення літекспозиції музею

Літературно-меморіальний музей-заповідник знаного українського письменника Михайла Коцюбинського було засновано в Чернігові у вересні 1934 року з нагоди 70-річчя від дня його народження. 15 вересня 1934 року була видана постанова облвиконкому про відкриття і створення меморіального музею Михайла Коцюбинського у його садибі.
Першим директором музею став молодший брат Михайла Коцюбинського — Хома Коцюбинський.
Значною подією у вересні 1983 року стало відкриття літературної експозиції музею, що почала роботу в щойно зведеному новому 3-поверховому приміщенні. Керівником художнього проекту був один з найкращих музейних художників-оформлювачів України — лауреат Шевченківської премії Анатолій Гайдамака. Тоді ж меморіальну експозицію в помешканні Коцюбинського було розширено — до неї увійшли ще 2 кімнати та кухня.
Музей-заповідник став не лише меморіалом літературної спадщини Михайла Коцюбинського, а й осередком дослідницької роботи з питань вивчення літературної діяльності письменника.
У 1992 музей-заповідник став ініціатором заснування Обласної літературно-мистецької премії імені Михайла Коцюбинського.
Чернігівський літературно-меморіальний музей-заповідник М. М. Коцюбинського є місцем згуртування творчої інтелігенції Чернігівщини. Тут відбуваються науково-практичні конференції, читання, лекції, семінари, присвячені вивченню літературної спадщини письменника. У кінолекційній залі проводяться вечори-презентації творів сучасних письменників. Відбувалися зокрема творчі вечори літераторів Івана Драча, Юрія Мушкетика, Михайла Слабошпицького, Володимира Яворівського, Олекси Ющенка, Михайлини Коцюбинської, Валерія Шевчука, Миколи Вінграновського та інших майстрів слова.
Щороку у день народження Михайла Коцюбинського — 17 вересня відбувається урочисте вручення премій імені Михайла Коцюбинського провідним літераторам та митцям Чернігівщини.
У виставковій залі музею експонуються роботи як професійних, так і самодіяльних майстрів пензля, вишивки та писанкарства.
Тисячі відвідувачів з України та з-за кордону приїздять до Чернігова, щоб віддати шану великому українському письменнику, який похований на Болдиній горі разом із дружиною Вірою Устимівною.
Увечері 6 березня 2022 року під час облоги міста садиба була пошкоджена внаслідок обстрілу російськими військами. Уламки мін пошкодили вікна, стіни, стелю, меморіальний рояль. Внаслідок обстрілу з'явилися тріщини у фундаменті та веранді. Уламки також потрапили в 124-ти річну ялину, яку посадив Михайло Коцюбинський.

## Опис та експозиція
Нині Чернігівський літературно-меморіальний музей-заповідник М. М. Коцюбинського складається з меморіального будинку письменника, сучасної будівлі літературної експозиції та меморіального саду Коцюбинських; перед будівлею — погруддя письменника.
Меморіальне помешкання Михайла Коцюбинського — стрижень музейної експозиції. У цьому будинку письменник оселився з родиною влітку 1898 року та провів тут 15 своїх останніх, найплідніших років, адже у «чернігівський період» літератор-класик написав свої найкращі твори — «Intermezzo», «Цвіт яблуні», «Дорогою ціною», «Хвала життю», «Fata morgana», «Тіні забутих предків», що принесли авторові світову славу; активно брав участь у громадському і культурному житті Чернігова.
Невеликий одноповерховий дерев'яний будинок М. М. Коцюбинського стоїть у середині чепурного подвір'я. На зовнішніх дверях, при вході, — бронзова дощечка з викарбуваним написом: «Михайло Михайлович Коцюбинський».
У музейних кімнатах відтворено обстановку, в якій жив письменник зі своєю родиною. Прості скромні речі, що оточували митця, дають можливість уявити його побут, уподобання, смаки. Будинок Коцюбинського відвідувало чимало літераторів, акторів, художників і вчених того часу. Видатний композитор Микола Лисенко виконував на роялі улюблені мелодії Михайла Михайловича. У вітальні проводились літературні «суботи», в яких брали участь письменники Борис Грінченко, Микола Вороний, Микола Чернявський, Володимир Самійленко, художник Михайло Жук. Михайло Коцюбинський був наставником багатьох талановитих молодих людей, зокрема, Павла Тичини, Василя Еллана-Блакитного, Аркадія Казки та інших. У цьому будинку 1909 року зупинявся шведський вчений-славіст Альфред Єнсен, перекладач у тому числі творів Коцюбинського. Єнсен тоді саме займався збиранням матеріалів для своєї монографії про гетьмана Мазепу (до 200-річчя шведсько-російської війни). В останні роки життя письменника вітальня правила йому за робочий кабінет. Стіл з письмовим приладдям, бібліотека й меблі допомагають відвідувачам уявити, як працював автор. У 2 книжкових шафах — меморіальна бібліотека письменника, де зберігається понад 1 500 томів, у тому числі цікаві першодруки його творів, книги з автографами Бориса Грінченка, Івана Нечуя-Левицького, Максима Горького, Івана Франка, Панаса Мирного, чимало нарисів про життя Коцюбинського та його творчість. В їдальні зберігаються вироби народних майстрів, які збирав письменник — гуцульські та молдавські, що засвілчують, що Михайло Коцюбинський був великим знавцем народного мистецтва.
З розширенням меморіальної експозиції (1983) стало можливим оглянути приміщення, де мешкали доньки письменника та його мати з молодшим сином Романом — тут можна побачити цікаві сувеніри, які Коцюбинський привозив зі своїх численних мандрівок. У кухні зберігається домашнє начиння, типове для кінця XIX — початку ХХ століть.
У саду родини Коцюбинських, який теж є частиною експозиції і який стараннями працівників музею збережено у тому вигляді, яким він був за життя письменника, Михайло Коцюбинський часто працював на лоні природи. Тут є дерева, що їх особисто посадив видатний майстер слова, зокрема і ялина біля меморіального будинку, якій понад 100 років.
У центрі будівлі, де розміщено музейну літературну експозицію (вона збоку від меморіального будинку), — унікальна вирізьблена з дерева композиція, що зображує персонажів з творів письменника, автором якої є заслужений діяч мистецтв України Валентин Задорожний. Літературна експозиція розповідає про головні етапи біографії письменника і його творчої праці. У вітринах — документи, фото, власні речі, першодруки творів автора і книги, які він читав. У музейних фондах також зберігаються тисячі листів видатних сучасників до Михайла Коцюбинського, твори українських та зарубіжних письменників, що пов'язані з Чернігівщиною.
Експозиція і фонди Чернігівського літературно-меморіального музею-заповідника М. М. Коцюбинського постійно поповнюються рідкісними документами, фото, книгами, малюнками та іншими матеріалами, подарованими вітчизняними та зарубіжними науковими закладами і приватними колекціонерами. Відвідувачі музею мають можливість переглянути фільми за творами Михайла Коцюбинського. Музейні науковці наполегливо працюють над реекспозицією, виступають із популярними лекціями, роблять усе можливе, щоб зберегти все те, що оточувало письменника за життя.

## Літературна студія
В музеї працює літературна студія.

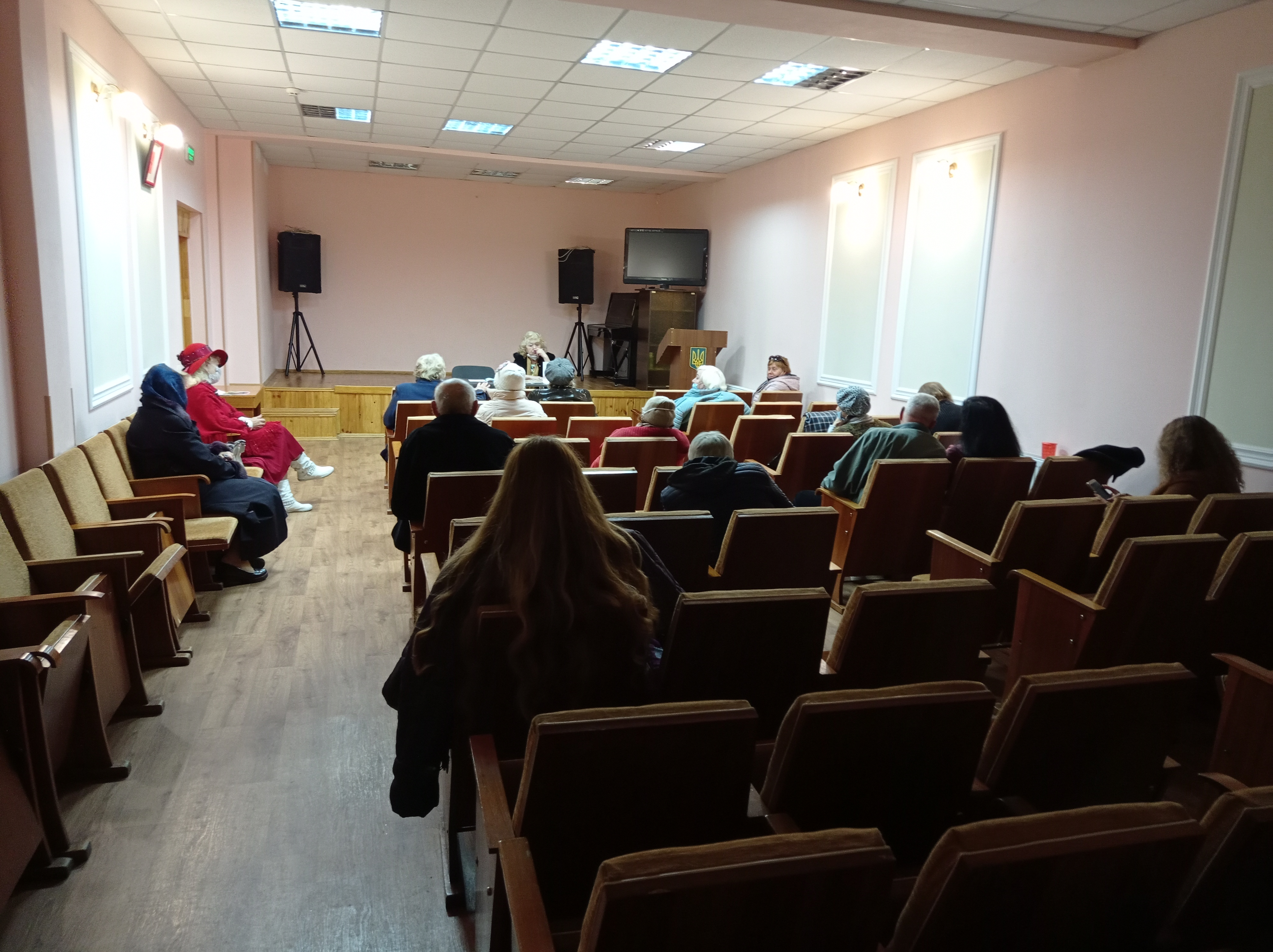
Літературна студія 26 вересня 2021
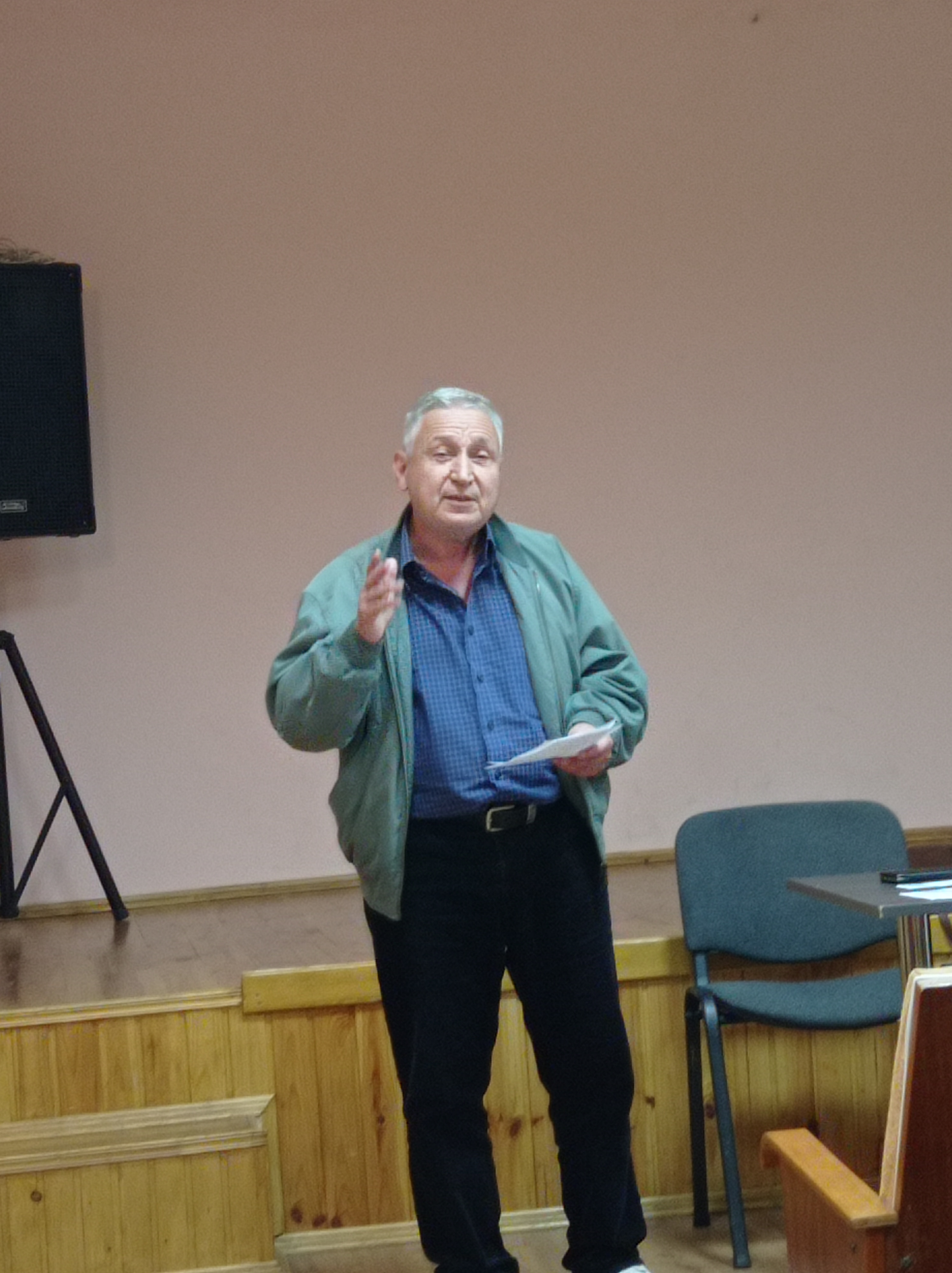
Читання вірша
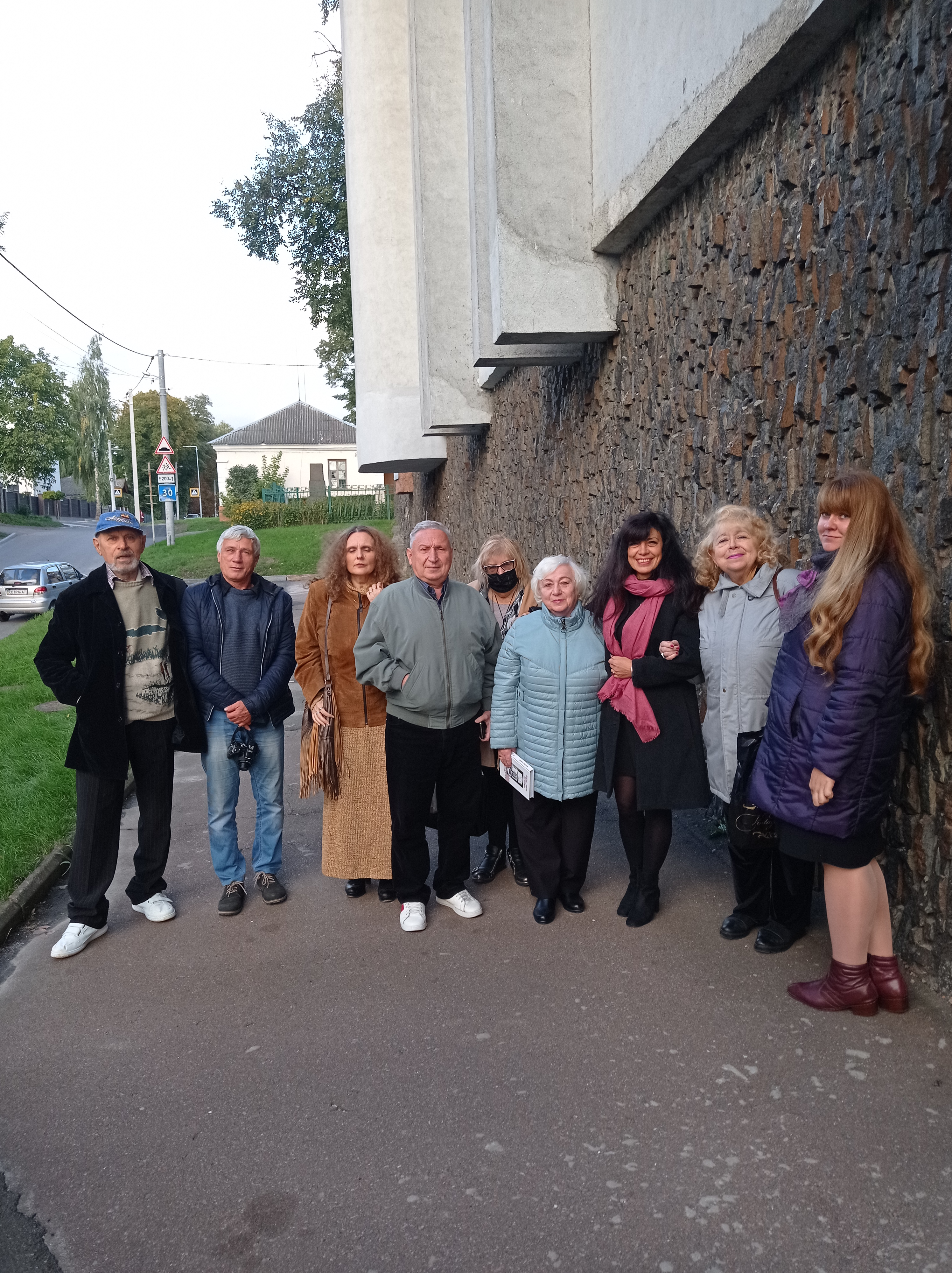
Групове фото

## Керівники музею
- Коцюбинський Хома Михайлович, молодший брат письменника (1934—1956)
- Коцюбинська Ірина Михайлівна, донька письменника (1956—1977)
- Сендзюк Феодосій Лук'янович (1978—1988)
- Коцюбинський Юлій Романович, онук письменника (1988—2000)
- Коцюбинський Ігор Юлійович, правнук письменника (з 2000)